# Закржевський Анатолій Йосипович
Анато́лій Йо́сипович Закрже́вський (12 липня 1933, Вітебськ — 28 січня 1987, Одеса) — український волейболіст (нападник), почесний майстер спорту (1957), кандидат технічних наук (1984).

## Життєпис
Народився 12 липня 1933 року в місті Вітебськ (Білорусь). Проживав у Здолбунові, випускник здолбунівської СШ № 5.
1958 року закінчив Одеський інститут інженерів морського транспорту.
Перший тренер — Олександр Дюжев. Був капітаном «Науки», яка в 1954 році завоювала перші для волейбольних команд Одеси нагороди чемпіонату СРСР — бронзового ґатунку. Очолював команду, коли вона здобула бронзові нагороди Чемпіонату СРСР в 1954, 1955 та 1957 роках. Бронзовий призер у складі збірної СРСР — на чемпіонаті світу-1956 (Париж) та чемпіонаті Європи-1958 (Прага). Чемпіон 1-ї Спартакіади народів СРСР (1956); 5-разовий переможець першостей УРСР. Входив до складу збірних команд СРСР (1956—1958 роки) та УРСР (1954—1958). 16 років виступав в одеських командах, 10 з яких у «Буревіснику» («Науці», 1953—1962), 6 — СКА, гравецьку кар'єру завершив у 1970 році.
Від 1958 року працював начальником відділу заводу № 46 та Особливого КБ НДІ політехнічного інституту при заводі «Стальканат».
Помер 28 січня 1987 року в Одесі.

## Вшанування
Від 12 липня 1991 року на відкритих майданчиках Одеси проходить турнір пам'яті Анатолія Закржевського.